# Eden of the East
Eden of the East (jap. 東のエデン, Higashi no Eden, dt. „Eden des Ostens“) ist eine Anime-Fernsehserie die erstmals am 9. April 2009 innerhalb der Reihe noitaminA auf Fuji TV gezeigt wurde. Sie entstand im Animationsstudio Production I.G und basiert auf einer von Regisseur und Drehbuchschreiber Kenji Kamiyama umgesetzten Idee.
Die Serie ist damit auch die erste innerhalb von noitaminA, die nicht auf einem bereits vorhandenen Werk aufbaut.
Die Geschichte handelt von Saki Morimi, die unter seltsamen Umständen Akira Takizawa kennenlernt, der keine Erinnerungen an seine Vergangenheit hat und ein seltsames Mobiltelefon bei sich trägt. Die beiden finden heraus, dass Takizawa Teil eines Spiels um Leben und Tod ist, bei dem es darum geht, mit einer Summe von 10 Milliarden Yen Japan aus seinem maroden Zustand zu retten. Die beiden machen sich auf die Suche nach Takizawas Vergangenheit und versuchen, das Rätsel um das mysteriöse Spiel zu lösen.

## Handlung
Saki Morimi (森美 咲, Morimi Saki), die gerade mit der Schule fertig ist und noch nicht so recht weiß, was sie mit ihrem Leben anfangen soll, lernt unter seltsamen Umständen Akira Takizawa (滝沢 朗, Takizawa Akira) kennen. Dieser hat keinerlei Erinnerungen an seine Vergangenheit, besitzt aber ein mysteriöses Mobiltelefon. Saki beschließt, Takizawa auf der Suche nach seiner Vergangenheit zu helfen.
Takizawa entdeckt, dass er mit seinem Handy über ein Vermögen von 8,2 Milliarden Yen (etwa 62 Millionen Euro) verfügen und Kontakt zu einer Person namens Juiz aufnehmen kann, die mittels dieses Geldes dafür sorgt, dass alle von Takizawa geäußerten Wünsche umgesetzt werden. Es stellt sich heraus, dass Takizawa Teil eines "Spiels" ist, bei dem 12 Auserwählte – die Seleçao – von dem geheimnisvollen Unbekannten Mr. Outside jeweils 10 Milliarden Yen erhalten haben, um Japan aus seinem maroden Zustand zu retten. Jeder der Auserwählten darf dabei so vorgehen, wie es ihm am sinnvollsten erscheint. Es gelten jedoch einige Regeln, von denen eine besagt, dass ein Auserwählter liquidiert wird, wenn dessen Konto 0 Yen erreicht, ohne dass er Japan retten konnte.
Auf der Suche nach Takizawas Vergangenheit stoßen Saki und er auf einige der anderen Seleçao und erfahren, mit welchen Mitteln diese versuchen, Japan zu retten. Sie erfahren, dass Takizawa selbst seine Erinnerungen gelöscht hat und die Vermutung taucht auf, dass er für die vor kurzem in Japan verübten Bombenanschläge und das Verschwinden von 20 000 NEETs (junge Erwachsene, die weder in Ausbildung sind, noch einen Beruf ausüben) verantwortlich sein könnte. Auch Sakis Freunde, mit denen sie das Internetportal Eden of the East entwickelt hat, werden in die Geschichte verwickelt. Sie stehen Takizawa zunächst kritisch gegenüber, nicht zuletzt aufgrund des eifersüchtigen Satoshi Ōsugi, der in Saki verliebt ist und befürchtet, ihre Liebe an Takizawa zu verlieren.
Als Takizawa zu einem Treffen mehrerer Seleçao eingeladen wird, erfährt er, dass diese die Bombenanschläge verübt hatten, um die japanische Bevölkerung wach zu rütteln. Takizawa hatte damals über das Internet eine große Rettungsaktion durchgeführt und 20 000 NEETs auf eine Schiffsreise geschickt, um sie in Sicherheit zu bringen. Daraufhin waren Gerüchte entstanden, Takizawa habe diese Menschen getötet und er sei für die Bombenanschläge verantwortlich, so dass er sich von denjenigen, die er gerettet hatte, betrogen fühlte und aus Enttäuschung seine Erinnerungen löschte. Da durch Takizawas Rettungsaktion das ursprüngliche Ziel der Bombenanschläge vereitelt wurde, planen die anderen Seleçao nun einen noch größeren Anschlag.
Ermutigt durch das Vertrauen, das Saki in ihn setzt, beschließt Takizawa erneut, die neuen Anschläge zu vereiteln. Mit Hilfe der zurückgekehrten 20 000 NEETs und des Internetportals Eden of the East gelingt es ihm, die Bomben zu zerstören, bevor sie ihr Ziel erreichen. Takizawa erkennt, dass das japanische Volk zu großen Leistungen fähig ist, es jedoch an jemandem fehlt, der die Verantwortung und Führung übernimmt. So beauftragt er Juiz, ihn mit dem verbliebenen Geld zum König Japans zu machen.

## Konzeption
In der Serie werden mehrere reale und aktuelle gesamtgesellschaftliche und japan-spezifische Thematiken aufgegriffen: Einerseits spielt das Thema Terrorismus, als der Versuch durch Gewalt die gesellschaftliche Situation zu verändern, eine große Rolle. Auf der anderen Seite wird die in Japan gesellschaftlich und ökonomisch relevante Thematik der NEETs aufgegriffen; dies sind junge Erwachsene, die sich weigern, nach der Ausbildung den gesellschaftlichen Erwartungen entsprechend einen Beruf zu ergreifen und sich stattdessen von ihren Eltern weiter finanzieren lassen. Auch der zunehmende Einfluss des Internets, speziell von Social Software, wird in der Geschichte thematisiert.
Auch die von den Seleçao verwendeten Mobiltelefone haben einen realen Bezug: Sie basieren auf einem Entwurf der NEC Corporation, der speziell auf Motorradfahrer zugeschnitten ist. Er wurde in fast identischem Design übernommen.
Beide Elemente, Terrorismus und Handy, werden im Vorspann miteinander verbunden. So werden die meist in Grautönen gestalteten Hintergründe, die Häuser und Landschaften in Trümmern zeigen, immer wieder durch leuchtende Handyschriftzüge durchbrochen.
Der Abspann hingegen ist durch eine Mischung aus Scherenschnitt und in Stop-Motion animierten Papierstapeln und -blättern umgesetzt, die farblich sich auch meist in Grautönen präsentiert. Dabei kommt den das Papier zerschneidenden Bleistiften die Rolle sich durch die Luft schneidender Raketen zu, während die Explosionswolken aus zerknülltem Papier entstehen.

## Entstehung und Veröffentlichungen
Die Anime-Fernsehserie Eden of the East entstand im japanischen Animationsstudio Production I.G. Kenji Kamiyama, Regisseur und einer der Ideengeber zu den Verfilmungen von Ghost in the Shell, führte die Regie nach seinem selbst geschriebenen Drehbuch für die Serie. Das ursprüngliche Charakterdesign hingegen stammt von Chika Umino und wurde von Satoko Morikawa überarbeitet. Die Hintergrundmusik wurde von Kenji Kawai komponiert, während Yūsuke Takeda die künstlerische Leitung übernahm.
Die Serie wurde das erste Mal innerhalb der 23. Ausgabe des Manga-Magazins Young Animal vorgestellt. Im Februar 2009 wurde darüber hinaus auch ein Kinofilm angekündigt, der im Anschluss der Serie in den japanischen Kinos gezeigt werden soll. Am 19. März 2009 wurde der erste offizielle Trailer der Serie gezeigt und ab 9. April 2009 begann die reguläre Ausstrahlung der Serie auf dem Sender Fuji TV innerhalb des Programms noitaminA. Dort lief sie bis zum 18. Juni 2009.
Der im Abspann der letzten Folge angekündigte Kinofilm lief am 28. November 2009 unter dem Titel Higashi no Eden Gekijōban I: The King of Eden in den japanischen Kinos an. Ein zweiter Kinofilm namens Higashi no Eden Gekijōban II: Paradise Lost hatte in Japan am 13. März 2010 Kinopremiere. Beide führen die Geschichte der Serie unmittelbar fort.
Der Serie wurde mit deutscher Synchronisation am 15. April 2011 durch Universum Anime auf DVD und Blu-Ray veröffentlicht, ebenso beide Filme – Eden of the East – Der König von Eden am 24. Juni 2011 und Eden of the East – Das verlorene Paradies am 23. September 2011.

## Episoden
| Nummer | Originaltitel                                                                        | Englischer Titel                             | Deutscher Titel                     |
| ------ | ------------------------------------------------------------------------------------ | -------------------------------------------- | ----------------------------------- |
| 01     | Ōji-sama o Hirotta yo (王子様を拾ったよ)                                             | I Picked Up a Prince                         | Ich habe einen Prinzen gefunden     |
| 02     | Yūutsu na Getsuyōbi (憂鬱な月曜日)                                                   | Melancholic Monday                           | Sorgloser Montag                    |
| 03     | Reito Shō no Yoru ni (レイトショーの夜に)                                            | On the Night of the Late Show                | Die Spätvorstellung                 |
| 04     | Riaru na Genjitsu Kyokō no Genjitsu (リアルな現実 虚構の現実)                        | True Reality, False Reality                  | Realität und Fiktion                |
| 05     | Ima, Sonna Koto Kangaeteru Baai Janai no ni (今、そんなこと考えてる場合じゃないのに) | Now’s Not the Time to be Thinking About That | Falscher Zeitpunkt, um nachzudenken |
| 06     | Higashi no Eden (東のエデン)                                                         | Eden of the East                             | Eden of the East                    |
| 07     | Burakku Suwan Mau (ブラックスワン舞う)                                               | Black Swan Dances                            | Der schwarze Schwan                 |
| 08     | Arakajime Ushinawareta Michinori o Sagashite (あらかじめ失われた道程をさがして)      | Search for a Fore-Lost Journey               | Die Suche nach dem verlorenen Pfad  |
| 09     | Hakanasugita Otoko (ハカナ過ギタ男)                                                  | The Man Who Lived Too Little                 | Vom Winde verweht                   |
| 10     | Dare ga Takizawa Akira o Koroshita ka (誰が滝沢朗を殺したか)                         | Who Killed Takizawa Akira?                   | Wer hat A. T. getötet?              |
| 11     | Sara ni Tsuzuku Higashi (さらにつづく東)                                             | The East That Goes On                        | Eden of the East wird fortgesetzt   |

## Synchronisation
| Rolle          | Japanischer Sprecher (Seiyū) | Deutscher Sprecher |
| -------------- | ---------------------------- | ------------------ |
| Saki Morimi    | Saori Hayami                 | Josephine Schmidt  |
| Akira Takizawa | Ryōhei Kimura                | Julius Jellinek    |
| Satoshi Ōsugi  | Takuya Eguchi                | Dirk Stollberg     |
| Yūsei Kondō    | Hiroshi Shirokuma            | Alexander Doering  |
| Juiz           | Sakiko Tamagawa              | Cathlen Gawlich    |

## Musik
Im Vorspann der Serie wurde der Titel Falling Down der englischen Rockband Oasis verwendet. Für das internationale Release wurde er aus lizenzrechtlichen Gründen allerdings gegen den japanischen Song Michael ka Belial von Saori Hayami ausgetauscht. Der Abspann ist mit dem Titel futuristic imagination der japanischen Band School Food Punishment unterlegt.

## Rezeption
Der Anime gewann bei der 14. Animation Kobe den Preis für die beste Fernsehserie.

## Lizenzierung
Am 7. September 2010 bestätigte Universum Anime auf Facebook vorhergehende Gerüchte und gab bekannt, die Lizenz für die Serie sowie der beiden Filme erworben zu haben und eine Veröffentlichung auf DVD sowie Blu-ray Disc für das 1. Quartal 2011 zu planen. Nach etwas undeutlichen Aussagen wurde am 15. September 2010 ebenfalls auf Facebook bestätigt, dass sowohl die Serie als auch die Filme in HD erscheinen sollen. Damit war Eden of the East die erste Anime-Serie, die auf Deutsch komplett in HD veröffentlicht wurde.